# Charles Edwin Laurence Harris
Charles Edwin Laurence Harris, britanski general, * 10. maj 1896, London, Anglija, † 4. maj 1996, Kent, Anglija.